# Nupserha nigricollis
Nupserha nigricollis är en skalbaggsart som beskrevs av Stefan von Breuning 1960. Nupserha nigricollis ingår i släktet Nupserha och familjen långhorningar.
Artens utbredningsområde är Bangladesh. Inga underarter finns listade i Catalogue of Life.